# Indopazifik

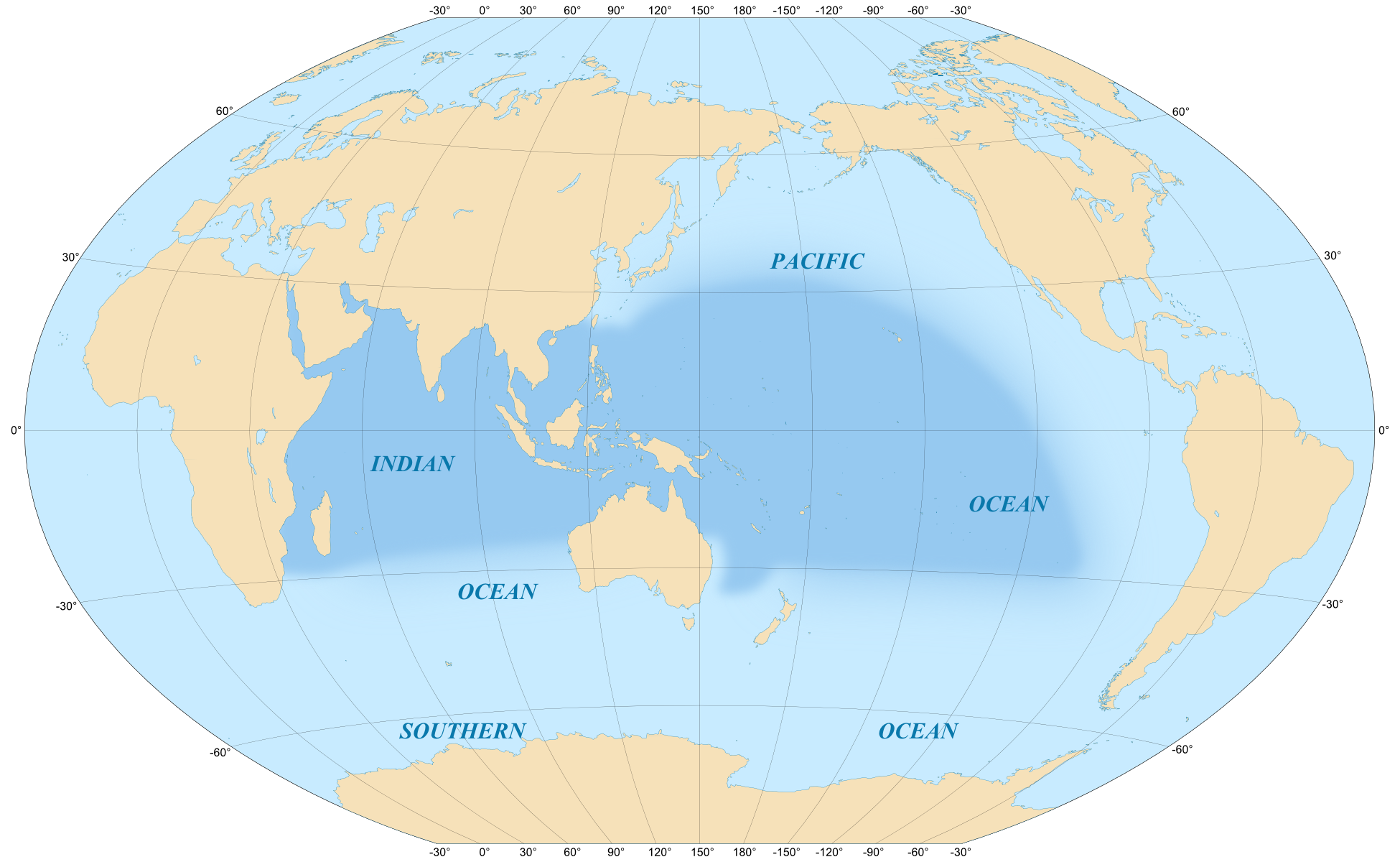
Karte des Indopazifik

Indopazifik (im Unterschied zu Asien-Pazifik) ist die Bezeichnung einer aus dem nördlichen Indischen Ozean, dem westlichen Zentralpazifik und einigen Nebenmeeren bestehenden Großregion einschließlich ihrer Inselwelt. Im eingeschränkten Sinne wird die Bezeichnung Indopazifik auch lediglich für die Meere und Länder Südostasiens verwendet. Anders als z. B. der Begriff Südchinesisches Meer ist er vor allem ein politischer Begriff aus jüngerer Zeit.

## Geographische Bedeutung
Der Begriff wird hauptsächlich in der Meeresbiologie und Ichthyologie verwendet, da diese Meere für viele Arten ein von Madagaskar bis Japan und die Südsee reichendes zusammenhängendes Verbreitungsgebiet bilden (siehe zum Beispiel Nachthaie, Sousa-Delfine, Indopazifischer Großer Tümmler, Dugongs, Fahnenschwanz-Seenadeln, Korallenfische). Der Indopazifik beherbergt auch eine reiche Mangrovenflora.
Sprachlich umfasst der Indopazifik weitgehend das Verbreitungsgebiet der austronesischen Sprachen sowie weiterer Sprachfamilien wie der Papuasprachen, der andamanischen Sprachen, der Tai-Sprachen sowie der austroasiatischen Mon-Khmer-Sprachen.

## Politische und rechtliche Situation
Mittlerweile wird der Begriff aufgrund der veränderten Konstellation in der internationalen Politik auch in den Strategischen Studien angewendet. In diesem Zusammenhang wurde er erstmals im Jahr 2007 von Shinzō Abe anlässlich eines Auslandsbesuches in Indien verwendet. Danach hielt der Begriff Einzug in den außenpolitischen Diskurs von Indien, Japan und Australien. Während der Präsidentschaft von Barack Obama rückte der Indopazifik als amerikanisches Interessengebiet durch den Bestseller Monsoon: The Indian Ocean and The Future of American Power von Robert D. Kaplan zunehmend in den Blickpunkt. Um der wachsenden Bedeutung des Begriffes Rechnung zu tragen und als Signal an China angesichts wachsender Spannungen und dem Beginn des Handelskonflikts mit Peking, wurde 2018 das United States Pacific Command, ein „Vereinigtes Kampfkommando“ (Unified Combatant Command), von Verteidigungsminister James N. Mattis in United States Indo-Pacific Command umbenannt.

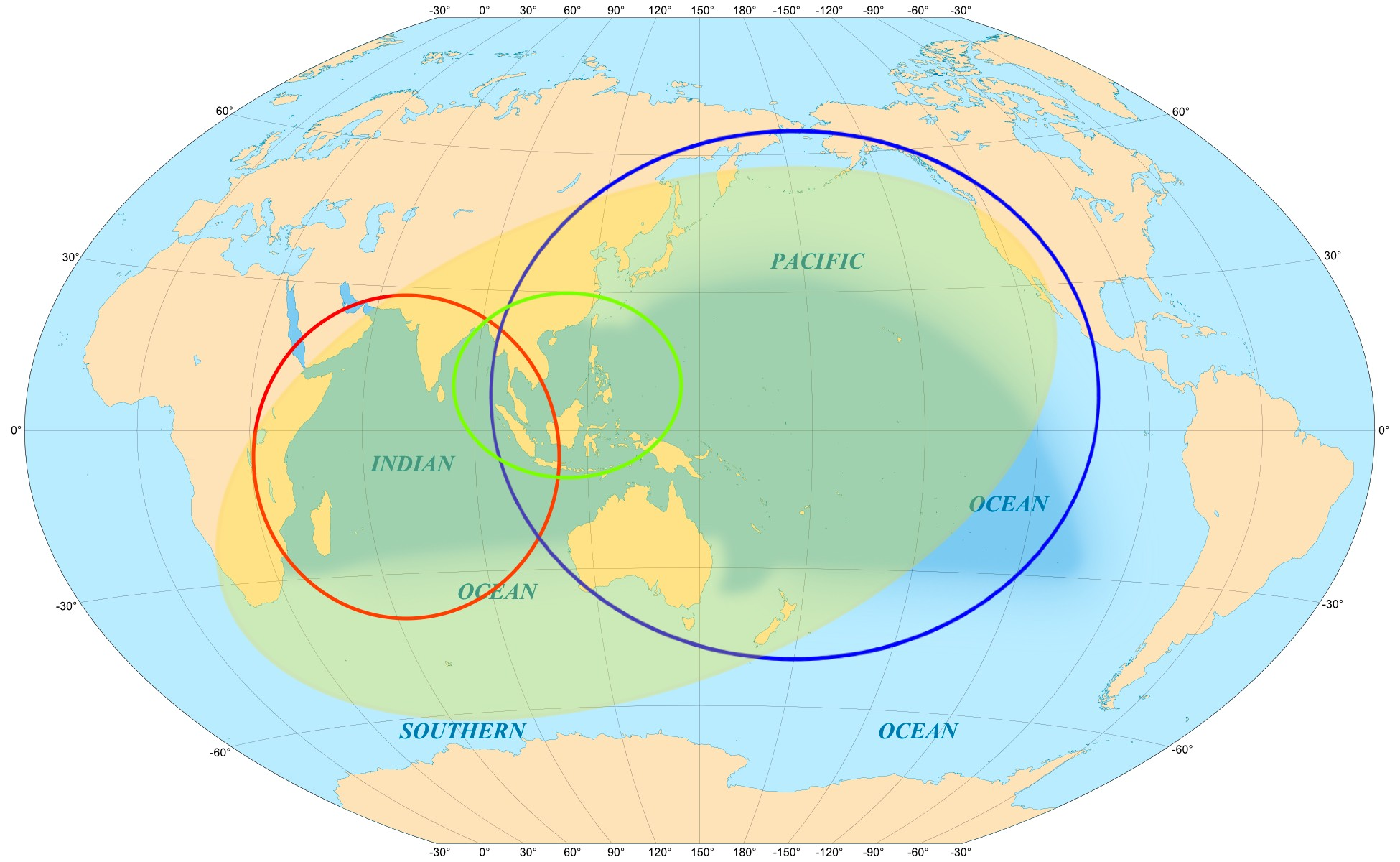
Region des Indischen Ozeans (roter Kreis), Pazifischer Raum (blauer Kreis), ASEAN-Staaten (grünes Oval) und Indopazifik (gelber Hintergrund).

Die USA und viele andere Länder betrachten die Schifffahrtsrouten im Indopazifik als internationales Gewässer, das allen offensteht. Sie berufen sich dabei auf internationales Völkerrecht, wonach nach dem Seerechtsübereinkommen der Vereinten Nationen von 1982 (VN-Seerechtsübereinkommen – SRÜ) Seegebiete außerhalb der 12-Meilenzone nicht mehr zum Hoheitsgebiet angrenzender Staaten gehören. Im Südchinesischen Meer beansprucht China 80 Prozent des rohstoffreichen Meeres, durch das wichtige Schifffahrtsstraßen führen, als eigenes Hoheitsgebiet. Auch Vietnam, die Philippinen, Taiwan, Brunei und Malaysia erheben Gebietsansprüche. Der Internationale Schiedsgerichtshof in Den Haag wies 2016 die Ansprüche Chinas auf eine Klage der Philippinen hin zurück. Peking ignoriert das Urteil.
Um die völkerrechtlichen Ansprüche auf den Indopazifik als internationales Gewässer zu untermauern, passieren seit Jahrzehnten immer wieder Kriegsschiffe der USA und ihrer Verbündeten (Frankreich, Großbritannien) den Indopazifik und die besonders umstrittene Formosastraße. Diese „Freedom of Navigation“-Fahrten werden von China zunehmend kritisiert. Angesichts der Zuspitzung dieses Konflikts ab 2010 haben die USA die Free and Open Indo-Pacific-Initiative gegründet, um möglichen Einschränkungen der internationalen Handelsschifffahrt durch China nicht nur in der Formosastraße entgegenzutreten. Im Südchinesischen Meer gibt es ebenfalls Gebietskonflikte zwischen China und anderen Anrainerstaaten.
Die Fregatte Bayern der Deutschen Marine wurde im Jahr 2021 in den Indopazifik entsandt. Im August 2022 nahm die Luftwaffe mit Kampf-, Transport- sowie Tankflugzeugen und 250 Soldaten an Militärmanövern in Australien teil. An den Übungen beteiligten sich insgesamt 17 Nationen.
Im September 2021 verkündete US-Präsident Joe Biden die Gründung der indopazifischen Sicherheitsallianz AUKUS. An dem Militärbündnis, das von China heftig kritisiert wird, sind neben den USA auch Australien und Großbritannien beteiligt. Im August 2023 lud Biden die Regierungschefs von Japan und Südkorea zu einem Gipfeltreffen nach Camp David ein. Seine Absicht war angesichts der angespannten Lage im Indopazifik, die vor allem in der atomaren Bedrohung durch Nordkorea und den Taiwan-Konflikt begründet liegt, die Kooperation zwischen den drei Ländern zu erhöhen. Zwischen Seoul und Tokio bestehen immer wieder Spannungen wegen der japanischen Besatzungszeit in der ersten Hälfte des 20. Jahrhunderts.